# Yanjia, Chongqing
Yanjia (kinesiska: 晏家) är ett stadsdelsdistrikt i sydvästra Kina. Det ligger i stadsdistriktet Changshou i storstadsområdet Chongqing, omkring 51 kilometer nordost om det centrala stadsdistriktet Yuzhong. Antalet invånare är 72 825. Befolkningen består av 34 846 kvinnor och 37 979 män. Barn under 15 år utgör 12,0 %, vuxna 15-64 år 77 %, och äldre över 65 år 10,0 %.